# Urolophus circularis
Urolophus circularis  (лат.) — довольно редкий и малоизученный вид рода уролофов семейства короткохвостых хвостоколов отряда хвостоколообразных. Является эндемиком прибрежных субтропических вод юго-западного побережья Австралии. Встречается на глубине до 120 м. Грудные плавники этих скатов образуют овальный диск. Окраска очень пёстрая. Дорсальная поверхность диска покрыта многочисленными мелкими светлыми пятнышками и кружками, разбросанными по серо-голубому фону. Между ноздрями имеется прямоугольная складка кожи. Задние края ноздрей образуют широкие лопасти. Короткий хвост оканчивается ланцетовидным хвостовым плавником. В средней части хвостового стебля позади крупного спинного плавника расположен зазубренный шип. Максимальная зарегистрированная длина 60 см. Размножается яйцеживорождением. Не является объектом целевого лова. В качестве прилова попадается при коммерческом промысле.

## Таксономия
Впервые вид был научно описан австралийским  ихтиологом Роландом МакКеем в 1966 году на основании особи, пойманной у берегов Фримантла, Западная Австралия. Видовой эпитет происходит от слова лат. circularis — «круг» и связан формой диска этих скатов. 

## Ареал
Urolophus circularis обитают на ограниченной территории у юго-западной побережья Австралии между Эсперанс и островом Роттнест. Эти рыбы встречаются на скалистых и коралловых рифах, а также в зарослях водорослей от берега до глубины 120 м. 

## Описание
Широкие грудные плавники этих скатов сливаются с головой и образуют овальный диск, ширина почти равна длине. передний край диска слегка изогнут, заострённое мясистое рыло образует тупой угол и выступает за края диска. Позади крупных глаз расположены брызгальца в виде запятых с закруглёнными задними краями. Между ноздрями пролегает короткий кожаный лоскут в виде «юбочки» нижний край которой образует лопасти. Крупный рот содержит мелкие зубы с овальными основаниями. На дне ротовой полости имеются 10 пальцеобразных отростков, такие же отростки покрывают нижнюю челюсть. На вентральной стороне диска расположено 5 пар коротких жаберных щелей. Небольшие брюшные плавники закруглены. 
Длина короткого хвоста составляет 2/3 длины диска. Он имеет овальное сечение, приплюснут. Латеральные складки кожи отсутствуют.  Хвост сужается и переходит в длинный и низкий ланцетовидный хвостовой плавник. На дорсальной поверхности хвоста в центральной части позади крупного спинного плавника расположен зазубренный шип. Кожа лишена чешуи. Максимальная зарегистрированная длина 60 см. Дорсальная поверхность диска покрыта многочисленными мелкими светлыми пятнышками и кружками, разбросанными по коричневато-красному фону. В центре диска расположено кольцо, образованное чёрными пятнышками со светлой окантовкой. Спинной плавник и край хвостового плавника бывают коричневатыми. Вентральная поверхность светлая, к хвосту она приобретает коричневый оттенок.

## Биология
Подобно прочим хвостоколообразным эти скаты размножаются яйцеживорождением. Помёт, вероятно, немногочисленный. Самцы  достигают половой зрелости при длине 53 см. 

## Взаимодействие с человеком
Эти скаты не являются объектом целевого лова, хотя их мясо съедобно. В качестве прилова они изредка попадаются при коммерческом промысле. Международный союз охраны природы присвоил этому виду статус сохранности «Вызывающий наименьшие опасения». 